# 向北发展，向南防御
向北发展，向南防御是中国共产党在1945年9月第二次国共内战时期的战略方针。这一方针的含义就是将江南的孤立部队撤退至江北，以避免在内战爆发时被江南优势国军全歼；同时大力向华北和东北发展力量，建立根据地，从而使得中国共产党以中国北方为基地，建立牢固的基础。
这一方针使得在第二次国共内战期间的总体进展轴向是由北往南的方向，首先中共军队集中于毗邻苏联的东北和华北，通过在该地区的决定性胜利而向南发展；最终发动渡江战役，占领江南地区，进而占领整个中国大陆。

## 背景
1945年8月抗战胜利后，国共两党开始争夺地盘。原满洲国日伪政权控制区的中国东北有日本留下的重工业基地，在此还可以更加便捷地獲得苏联红军的援助，并且毗邻苏联和北朝鲜，可进可退，是中共扩张势力的最佳位置。而东北的战略地位极为重要。如果国民党占领这一地区，那就能够利用东北雄厚的工业基础，同华东、华中相配合，南北夹击中国共产党占据的地盘。反之，如果中国共产党控制东北，就可以依靠那里雄厚的经济实力和优越的地理位置，建立巩固的战略基地。九一八事变后，由于张学良为首的地方实力派保存实力，将所属东北军完全撤出东北；抗战胜利时，国军精锐主力远在西南、西北大后方。相反，名义上由中共领导实际上由苏联直接扶持并指挥的的抗日武装在东北进行了长时间的游击战，有着较为坚实的群众基础。同时，共产党领导的华北、华中根据地在地理上临近东北。这些都为共产党进军东北，占据东北的提供了有利条件。

## 政策的形成
中共实施这一战略方针的核心是控制东北。1945年4月，毛泽东在中国共产党的“七大”的讲话中指出：“从我们党，从中国革命的最近将来的前途看，东北是特别重要的。如果我们把现有的一切根据地都丢了，只要我们有了东北，那么中国革命就有了巩固的基础。”
9月19日，刘少奇主持中央政治局会议，代表党中央起草了给各中央局的指示电《目前的任务和战略部署》，正式提出了“全国战略方针是向北发展，向南防御”。朱德在发言中说：“‘南面定天下’，古来如此，我们将来也会如此。但是我们现在要争取北方，只要北方行，南方不巩固甚至丢失一些地方也是必要的。……”此时毛泽东在重庆回电表示完全同意延安中共中央的决定。

## 步骤的实施
为此，中共一方面把江南的部队撤到江北，总计北移人数达7万余人，这一批部队大部分继续随新四军军部迁往山东；在湖南的八路军南下支队王震部也北撤，与湖北军区李先念部和河南军区王树声部在中原鄂豫皖边地区集结。两广纵队也于1946年6月北撤完毕。另一方面，为了确保在北方的发展，中共以发动了上党战役、平绥战役、津浦战役等交通战，控制了华北铁路沿线的重要据点，阻止国民党向华北进军。同时，大力向东北发展，中共为此抽调了华北10万大军，10名中央委员，在苏联红军的默许或帮助下进入东北。这些正确的步骤，为以后夺权打下坚实的基础。
国共谈判桌上，鉴于中共需大量抽调干部前往东北，周恩来主动在民国三十四年（1945年）九月十五日向国民政府提出把中共在南方的部队驻地缩编。这样“既可巩固北方的解放区，又可使这些部队在内战一发生后，不致孤悬敌后，被敌人吃掉，同时对谈判也有好处”。
在组织上，中共中央决定组建由各地中央局为核心的领导机关，按地域将各地分为东北局（书记彭真）、晋察冀中央局（书记聂荣臻）、晋冀鲁豫中央局（书记邓小平）、华东局（书记饶漱石）、中原局（书记郑位三）、西北局（书记彭德怀）。各中央局对各地军区、野战军以及政权机关实行一元化领导，以确保令行禁止，统一力量。

## 评价
国民党失败后认为，该方针是中共在第二次国共内战期间最为成功的战略方针，这一方针使得中共终于可以毗邻苏联，直接获得苏联援助；从而蛊惑群众，壮大武装；这一方针同时也奠定了中共在华北立足的基础，为未来中共定都北京埋下了伏笔。

### 引用
1. ↑  .   [2009-05-06]. （原始内容存档于2009-01-05）.
2. ↑  刘少奇，目前的任务和战略部署，1945年9月，刘少奇选集
3. ↑  吴玉章，吴玉章回忆录，北京：中国青年出版社，1978 ，页217
4. ↑  《戡乱战史》台北：国防部史政局